# إنريكي سيرانو إسكوبار
إنريكي سيرانو إسكوبار (بالإسبانية: Enrique Serrano Escobar)‏ هو سياسي مكسيكي، ولد في 14 مايو 1958 في المكسيك. حزبياً، نشط في الحزب الثوري المؤسساتي. وقد انتخب عضو مجلس النواب المكسيك.

## وصلات خارجية
- الموقع الرسمي